# D'Moi Hodge
D'Moi Hodge, né le 20 décembre 1998 à Tortola dans les îles Vierges britanniques, est un joueur britannique de basket-ball évoluant au poste d'arrière.

## Biographie
Non choisi lors de la draft 2023, il signe quelque temps plus tard un contrat two-way avec les Lakers de Los Angeles. Il est coupé en janvier 2024.

## Palmarès

### Distinctions personnelles
- All-Horizon League Team (2021-2022)
- Horizon League All-Defensive Team (2021-2022)
- Horizon League Defensive Player of the Year (2021-2022)
- All-SEC tournament Team (2023)